# Паламузе (волость)
Паламузе (эст. Palamuse ) — бывшая волость в Эстонии в составе уезда Йыгевамаа.

## Положение
Площадь волости — 216 км², численность населения на  1 января 2010 года составляла 2496 человек.
Административный центр волости — посёлок Паламузе. Помимо этого, на территории волости находятся ещё 25 деревень.
На территории волости действует три школы.